# Final Four Euroliga 2011
El 16 de febrero de 2010, la organización había anunciado que la Final Four de baloncesto masculino de 2011 se celebraría en la ciudad italiana de Turín. Según informó el organismo de la Euroliga, la sede elegida era el Palasport Olímpico, que albergaría las semifinales y finales de la máxima competición europea en el mes de mayo, como suele ser costumbre. Las fechas exactas serían anunciadas en próximos eventos de la ULEB.
De esta forma, Turín quería celebrar el 150.º aniversario de la unidad italiana y se convertiría en la tercera ciudad italiana que acogiese una edición de Final Four, después de la de Roma 1997, en la capital italiana, y Bolonia 2002. Debemos añadir que la ciudad turinesa ya tenía experiencia en organizaciones deportivas anteriores con una respuesta contrastada.
El Palasport Olímpico, se había inaugurado el 13 de diciembre de 2005, también se denomina Palaolímpico o Palaisozaki, en honor al arquitecto japonés que dirigió la obra, Arata Isozaki. El italiano Pier Paolo Maggiora también ayudó a convertirlo en el mayor "arena" de Italia. Se trata de un "multiusos" de gran funcionalidad, con 34.000 m² construidos, tiene una capacidad de 16.600 espectadores para visionar un partido de baloncesto y pueden acoger otras disciplinas deportivas (atletismo, hockey sobre hielo, boxeo, balonmano, etc.) y eventos culturales y sociales como conciertos, congresos, exhibiciones o ferias de muestras.
Los eventos más importantes que el Palasport Olímpico ha celebrado son los siguientes:
- Competición de hockey sobre hielo de XX Juegos Olímpicos de Invierno en febrero de 2006.
- Inauguración de XXIII Universiada de Invierno en enero de 2007.[2]
- XXIV Campeonato de Europa de Gimnasia Rítmica en junio de 2008.
- Final Eight de la Eurocup en abril de 2008 y 2009.

Cambio de sede
Sin embargo, el 12 de julio de 2010 se anunciaba que Euroleague Basketball y la ciudad de Turín habían acordado suspender la celebración de la Final Four 2011 de la ciudad italiana y que se buscaba una sede alternativa con efectos inmediatos. Apenas tres días después, Jordi Bertomeu, el director ejecutivo de la Euroliga, anunciaba que el Palau Sant Jordi de Barcelona sería la nueva sede en sustitución de Turín, la elegida inicialmente. El origen del problema radicó, según las versiones oficiales, en un cambio de gobierno en la región del Piamonte que trastocó los planes del organismo europeo. "Teníamos un acuerdo escenificado y presentado, pero el nuevo gobierno del Piamonte no ha cumplido los compromisos. Hemos dado tiempo y flexibilidad, pero todo tiene un límite y hemos tomado la decisión de cancelar la sede de Turín y pedirle a Barcelona si estaba dispuesta a adelantar la final, de 2012 a 2011", explicaba Bertomeu.

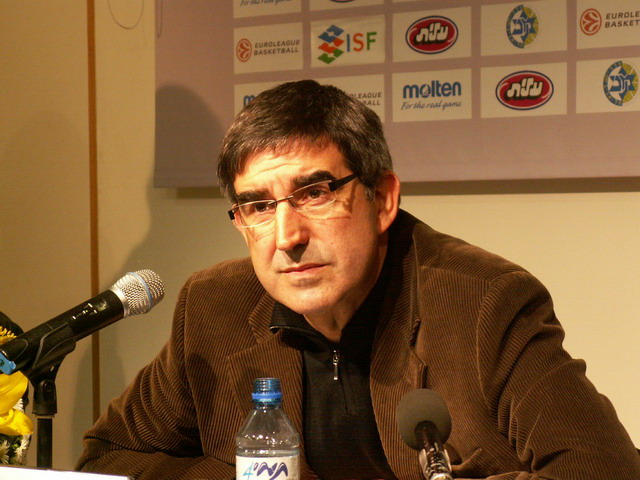

El Palau Sant Jordi vivirá su tercera Final Four de su historia, tras las celebradas en 1998 y 2003. La competición está fijada entre el 6 y el 8 de mayo y contará con unas instalaciones modernas y completas para 16.500 espectadores, que verá limitado ligeramente su aforo porque hay que acotar ciertas zonas del recinto, según declaraba Pere Alcober, concejal de deportes del Ayuntamiento de Barcelona. También se podría organizar una feria internacional de baloncesto paralela a la competición continental.
El cambio en el calendario inicialmente previsto supone también que Londres, la ciudad que tenía planeado organizar la final de 2013, adelante su previsión para celebrarla en 2012.

## El camino hacia la Final Four
Los cuatro equipos clasificados para la Final Four 2011 de Barcelona han sido:
- Panathinaikos BC
- Montepaschi Siena
- Maccabi Electra Tel Aviv
- Real Madrid CF

La trayectoria y resultados cosechados por los 4 equipos a lo largo de todas las fases del campeonato 2010-2011 de la Euroliga se pueden resumir en la siguiente tabla:
| Equipo                   | 1.ª Fase                 | Top-16                   | Cuartos de final (Rival)                |
| ------------------------ | ------------------------ | ------------------------ | --------------------------------------- |
| Panathinaikos BC         | 1º Grupo D (7 PG - 3 PP) | 2º Grupo E (4 PG - 2 PP) | Regal FC Barcelona (Serie: 1-3)         |
| Montepaschi Siena        | 1º Grupo C (8 PG - 2 PP) | 2º Grupo G (4 PG - 2 PP) | Olympiacos BC (Serie: 1-3)              |
| Maccabi Electra Tel Aviv | 1º Grupo A (9 PG - 1 PP) | 2º Grupo F (3 PG - 3 PP) | Caja Laboral Baskonia (Serie: 1-3)      |
| Real Madrid CF           | 2º Grupo B (6 PG - 4 PP) | 1º Grupo G (5 PG - 1 PP) | Power Electronics Valencia (Serie: 3-2) |

Nota: PG= Partido Ganado / PP= Partido Perdido.

## Calendario y Resultados
Semifinales
Viernes, 6 de mayo de 2011
Semifinal 1 (18:00 h CET): Panathinaikos BC - Montepaschi Siena, 77-69
Semifinal 2 (21:00 h CET): Maccabi Electra Tel Aviv - Real Madrid CF, 82-63
Final por el 3.er Puesto
Domingo, 8 de mayo de 2011. (13:30 h CET)
Real Madrid CF - Montepaschi Siena, 62-80
GRAN FINAL
Domingo, 8 de mayo de 2011. (16:30 h CET)
Maccabi Electra Tel Aviv - Panathinaikos BC, 70-78